# Marion Brown
Marion Brown (Atlanta, 8 september 1931 – Hollywood, 18 oktober 2010) was een Amerikaanse jazzsaxofonist, componist, auteur en muziekwetenschapper.

## Biografie
Brown speelde eerst in een huisband en voltooide de militaire dienst in een militaire band. In 1957 speelde hij in Atlanta met Johnny Hodges. Hij studeerde vervolgens saxofoon, klarinet en hobo aan het Clark College in Atlanta, daarna rechtswetenschappen aan de Howard University en ook muziekeducatie, politiek, economie en geschiedenis. In 1960 beëindigde hij de studie en ging hij naar New York, waar hij bevriend raakte met de dichter Amiri Baraka en daarna met het zich in de stad ontwikkelende freejazzcircuit in aanraking kwam. Vanaf 1962 werkte hij met muzikanten als Rashied Ali, Alan Shorter en Archie Shepp, die zijn mentor werd. Hij werkte ook mee aan Shepps album Fire Music. John Coltrane contracteerde hem in de zomer van 1965 voor de opname van zijn album Ascension. Tijdens deze periode werkte Brown ook met eigen bands o.a. met Stanley Cowell. Vanaf 1959 doceerde hij, schreef hij gedichten en over muziek, o.a. een eerste artikel over Ornette Coleman en trad hij op in Baraka's theaterstuk The Dutchman.
Met een studiebeurs van de Cité International des Artistes bracht hij vanaf 1967 een tijdje door in Europa, waar hij speelde met Karl Berger, Steve McCall, Barre Phillips, Alan Silva, Gunter Hampel en Jeanne Lee en zijn interesse voor Afrikaanse muziek werd aangewakkerd. In 1968 ontstond de filmmuziek voor Un été sauvage van Marcel Camus. Kort voor zijn terugkeer naar de Verenigde Staten in 1970 nam hij met Hampel, Lee, Anthony Braxton, Bennie Maupin en Chick Corea zijn wel bekendste album Afternoon of a Georgia Faun op voor ECM Records.
In de Verenigde Staten plaatste hij taalwetenschappen en compositietechnieken van de Afrikaanse muziek in het middelpunt van zijn research- en leeractiviteiten. Vanaf 1971 had Brown de functie van Assistant Professor voor muziek aan het Bowdoin College in Brunswick, die hij tot aan de verwerving van de bachelor in 1974 aanhield. Daarnaast had hij lectoraten aan de Brandeis University (1971–1974), het Colby College (1973/1974) en aan het Amherst College (1974–1975), en een assistentenfunctie aan de Wesleyan University (1974–1976), waar hij in 1976 de master in muziekethnologie verwierf. Zijn scriptie publiceerde hij in het geschrift Faces and Places: The Music and Travels of a Contemporary Jazz Musician. Naast zijn leeractiviteit hield hij zich bezig met Indiaas fluitspel en Afrikaanse instrumenten. Zijn spel en composities onderscheiden zich door een bijzondere rust. Hij arrangeerde werken van Erik Satie en schreef muziek voor Woyzeck van Georg Büchner. Verder vervolgde hij zijn samenwerking met Gunter Hampel. Naast zijn leeractiviteit in Northampton trad hij ook op aan universiteiten en hield hij zich bezig als schilder.

## Gezondheid en overlijden
Door gezondheidsklachten (een voet moest worden geamputeerd) had Brown sinds 1992 bijna niet meer opgetreden. Hij heeft ook samengewerkt met de componist Harold Budd op diens album Pavilion of Dreams. Vrienden en sympathisanten haalden Brown uit een bejaardenhuis en brachten hem onder in een verpleegtehuis in Florida, waar hij in oktober 2010 op 79-jarige leeftijd overleed.

## Discografie
- 1965: Marion Brown Quartet (ESP)
- 1966: Three For Shepp (Impulse! Records)
- 1966: Why Not? (ESP)
- 1967: Porto Novo (met Han Bennink, Arista Records)
- 1969: In Sommerhausen (met Gunter Hampel, Jeanne Lee, Ambrose Jackson, Daniel Laloux, Steve McCall, Calig)
- 1970: Afternoon of a Georgia Faun (met Hampel, Lee, Anthony Braxton, Benny Maupin en Chick Corea, ECM Records)
- 1973: Geechee Recollections (met Leo Smith, Impulse! Records)
- 1974: Sweet Earth Flying (Impulse! Records)
- 1975: Vista (Impulse! Records)
- 1977: La Placita / Live in Willisau (Timeless Records)
- 1977: Solo Saxophone (Sweet Earth)
- 1978: Reeds 'n Vibes (met Gunter Hampel, Improvising Artists Inc.)
- 1979: Interface (met John Fischer)
- 1980: Back To Paris (Freelance)
- 1983: Gemini (met Gunter Hampel, Birth)
- 1985: Recollections (Creative Works)
- 1986: Songs of Love and Regrets (met Mal Waldron)
- 1988: Much More (mit Mal Waldron, Freelance)
- 1990: Native Land (ITM Records)
- 1992: Offering (Venus Records)
- 1993: Gemini + Play Live Sun Ra Compositions (Birth) met Gunter Hampel
- 1999: Devorah Day: Light of Day featuring Marion Brown (Abaton Book)
- 2019: Marion Brown & Dave Burrell: Live at the Black Musicians’ Conference, 1981 (NoBusiness Records)